# Atei
Atei es una freguesia portuguesa del concelho de Mondim de Basto,, en el distrito de Vila Real con 24,31 km² de superficie y 1144 habitantes (2021), distribuidos en más de veinte núcleos de población. Su densidad de población es de 47.1 hab/km².
Atei es reconocida por su producción de vinho verde

## Historia
El nombre de Atei se documenta por primera vez en 1208, en la bula Sua nobis del papa Inocencio III, que resolvía cuestiones relacionadas con los derechos del arzobispo de Braga. Fue luego propiedad señorial del marqués de Marialva.
Atei fue sede de concelho entre 1514 y mediados del siglo XIX, estableciéndose entonces como freguesia de Mondim de Basto.

## Patrimonio
- Iglesia parroquial románica
- Casco urbano salpicado de casas solariegas, entre las que destaca la Casa da Quinta o Quinta da Dónega, con capilla anexa, y la Casa da Igreja, con dos fachadas longitudinales con sendas columnatas.